# Пеория (Иллинойс)
Пео́рия (англ. Peoria) — город на севере США, является восьмым по величине городом штата Иллинойс.
Площадь города составляет 130,9 км². Население — 113 317 человек (по данным 2024 года).

## История
Первое поселение на месте города появилось в 1680 году. Это был построенный французскими колонистами форт, сожжённый в конце XVII века. Позже (в 1813 году) на его месте был построен форт Кларк, который в 1825 году получил официальное название Пеория. 
В 1845 году поселению был присвоен статус города. Форт, построенный французами на месте будущего города в 1680 году, был первым европейским поселением в штате Иллинойс.
Четыре раза (1953, 1966, 1989, 2013 гг.) город был награждён премией All-America City Award (с англ. — «Всеамериканский город») присуждаемой Национальной гражданской лигой, которую неофициально называют «Нобелевской премией за конструктивное гражданство» и которая выдается за активную гражданскую позицию жителей некорпоративных сообществ Соединённых Штатов в жизни местного самоуправления.

## Промышленность
Первым промышленным предприятием Пеории стала мельница Джона Хамлина, которая была построена в 1830 году. В 1837 году в городе была построена первая крупная свиноферма. Постепенно в городе появились и развились предприятия следующих направлений:
- производство карет, повозок и вагонов;
- гончарное производство;
- складское хозяйство;
- литейное производство;
- производство сахара;
- производство льда;
- мебельное производство.

В 1925 году была основана компания Caterpillar Tractor Co., занимающаяся производством бульдозерной техники. В 1935 году — C.L. Best Tractor Co. со сходным производственным профилем. В данное время на территории города располагается филиал Komatsu America Corporation, занимающийся производством карьерного транспорта и бульдозеров.

## Климат
Пеория располагается на территории влажного континентального климата (Köppen Dfa) с холодной, снежной зимой и жарким, влажным летом. Среднемесячные суточные температуры колеблются от 22,5 °F (-5,3 °C) до 75,2 °F (24,0 °C). Зимой часто выпадает снег, его средняя толщина составляет 26,3 дюйма (67 см), но этот показатель значительно меняется из года в год. Количество осадков, составляющее в среднем 36 дюймов (914 мм), достигает максимума весной и летом, а наименьшее количество выпадает зимой. Экстремальные значения варьировались от -27 ° F (-33 ° C) в январе 1884 года до 113 ° F (45 ° C) в июле 1936 года.
| климатические данные для Пеории, Иллинойс (Пеория Международная), 1991-2020 гг. нормальные значения, экстремумы 1883 г.–настоящее время | климатические данные для Пеории, Иллинойс (Пеория Международная), 1991-2020 гг. нормальные значения, экстремумы 1883 г.–настоящее время | климатические данные для Пеории, Иллинойс (Пеория Международная), 1991-2020 гг. нормальные значения, экстремумы 1883 г.–настоящее время | климатические данные для Пеории, Иллинойс (Пеория Международная), 1991-2020 гг. нормальные значения, экстремумы 1883 г.–настоящее время | климатические данные для Пеории, Иллинойс (Пеория Международная), 1991-2020 гг. нормальные значения, экстремумы 1883 г.–настоящее время | климатические данные для Пеории, Иллинойс (Пеория Международная), 1991-2020 гг. нормальные значения, экстремумы 1883 г.–настоящее время | климатические данные для Пеории, Иллинойс (Пеория Международная), 1991-2020 гг. нормальные значения, экстремумы 1883 г.–настоящее время | климатические данные для Пеории, Иллинойс (Пеория Международная), 1991-2020 гг. нормальные значения, экстремумы 1883 г.–настоящее время | климатические данные для Пеории, Иллинойс (Пеория Международная), 1991-2020 гг. нормальные значения, экстремумы 1883 г.–настоящее время | климатические данные для Пеории, Иллинойс (Пеория Международная), 1991-2020 гг. нормальные значения, экстремумы 1883 г.–настоящее время | климатические данные для Пеории, Иллинойс (Пеория Международная), 1991-2020 гг. нормальные значения, экстремумы 1883 г.–настоящее время | климатические данные для Пеории, Иллинойс (Пеория Международная), 1991-2020 гг. нормальные значения, экстремумы 1883 г.–настоящее время | климатические данные для Пеории, Иллинойс (Пеория Международная), 1991-2020 гг. нормальные значения, экстремумы 1883 г.–настоящее время | климатические данные для Пеории, Иллинойс (Пеория Международная), 1991-2020 гг. нормальные значения, экстремумы 1883 г.–настоящее время |
| Месяц | Янв. | Февраль | Март | Апрель | Май | Июнь | Июль | Август | Сентябрь | Октябрь | Ноябрь | Декабрь | Год |
| --- | --- | --- | --- | --- | --- | --- | --- | --- | --- | --- | --- | --- | --- |
| Рекордно высокая температура по Фаренгейту (° C)                                                                                        | 71 (22) | 74 (23) | 87 (31) | 92 (33) | 104 (40) | 105 (41) | 113 (45) | 106 (41) | 104 (40) | 93 (34) | 81 (27) | 71 (22) | 113 (45) |
| Средняя максимальная температура по Фаренгейту (°C)                                                                                     | 55.0 (12.8) | 59.6 (15.3) | 73.3 (22.9) | 82.1 (27.8) | 88.4 (31.3) | 93.4 (34.1) | 94.9 (34.9) | 94.1 (34.5) | 90.8 (32.7) | 83.7 (28.7) | 69.9 (21.1) | 59.2 (15.1) | 96.9 (36.1) |
| Средняя температура по Фаренгейту (°C)                                                                                                  | 33.6 (0.9) | 38.7 (3.7) | 51.2 (10.7) | 63.7 (17.6) | 74.2 (23.4) | 83.2 (28.4) | 86.3 (30.2) | 84.6 (29.2) | 78.4 (25.8) | 65.4 (18.6) | 50.8 (10.4) | 38.5 (3.6) | 62.4 (16.9) |
| Среднесуточная температура по Фаренгейту (°C)                                                                                           | 25.6 (−3.6) | 30.0 (−1.1) | 41.4 (5.2) | 52.9 (11.6) | 63.5 (17.5) | 72.8 (22.7) | 76.3 (24.6) | 74.5 (23.6) | 67.4 (19.7) | 54.9 (12.7) | 41.9 (5.5) | 30.9 (−0.6) | 52.7 (11.5) |
| Средняя низкая температура по Фаренгейту (°C)                                                                                           | 17.6 (−8.0) | 21.4 (−5.9) | 31.6 (−0.2) | 42.1 (5.6) | 52.8 (11.6) | 62.4 (16.9) | 66.3 (19.1) | 64.4 (18.0) | 56.3 (13.5) | 44.4 (6.9) | 33.0 (0.6) | 23.2 (−4.9) | 43.0 (6.1) |
| Среднее минимальное значение °F (°C) | −5.5 (−20.8) | 1.6 (−16.9) | 12.0 (−11.1) | 26.8 (−2.9) | 37.6 (3.1) | 49.3 (9.6) | 55.7 (13.2) | 54.1 (12.3) | 41.6 (5.3) | 28.6 (−1.9) | 16.3 (−8.7) | 2.7 (−16.3) | −9.0 (−22.8) |
| Рекордно низкая температура по Фаренгейту (°C)                                                                                          | −27 (−33) | −26 (−32) | −10 (−23) | 14 (−10) | 25 (−4) | 39 (4) | 46 (8) | 41 (5) | 26 (−3) | 7 (−14) | −2 (−19) | −24 (−31) | −27 (−33) |
| Среднее количество осадков, дюймов (мм)                                                                                                 | 2.06 (52) | 1.99 (51) | 2.69 (68) | 3.99 (101) | 4.69 (119) | 3.73 (95) | 3.53 (90) | 3.31 (84) | 3.48 (88) | 3.17 (81) | 2.70 (69) | 2.21 (56) | 37.55 (954) |
| Среднее количество выпадающего снега в дюймах (см)                                                                                      | 7.7 (20) | 6.9 (18) | 3.3 (8.4) | 0.5 (1.3) | 0.0 (0.0) | 0.0 (0.0) | 0.0 (0.0) | 0.0 (0.0) | 0.0 (0.0) | 0.1 (0.25) | 1.5 (3.8) | 6.2 (16) | 26.2 (67) |
| Среднее количество осадков в сутки (≥ 0,01 дюйма)                                                                                       | 9.9 | 9.2 | 10.5 | 11.6 | 12.5 | 10.5 | 8.7 | 8.4 | 7.6 | 9.5 | 9.1 | 9.7 | 117.2 |
| Среднее количество снежных дней <span>(≥ 0,1 дюйма)</span>                                                                              | 6.2 | 4.9 | 2.2 | 0.6 | 0.0 | 0.0 | 0.0 | 0.0 | 0.0 | 0.1 | 1.4 | 4.6 | 20.0 |
| Средняя относительная влажность (%) | 73.9 | 73.8 | 70.5 | 64.7 | 66.2 | 67.3 | 71.7 | 73.7 | 72.7 | 70.4 | 74.5 | 78.0 | 71.5 |
| Среднее количество солнечных часов в месяц                                                                                              | 147.4 | 155.6 | 187.9 | 222.8 | 272.6 | 306.9 | 310.1 | 279.3 | 233.2 | 204.2 | 127.9 | 118.7 | 2,566.6 |
| Процент возможного солнечного света | 53 | 53 | 50 | 57 | 63 | 69 | 70 | 68 | 66 | 62 | 47 | 44 | 60 |